# L'eleganza del riccio
L'eleganza del riccio (L'Élégance du hérisson) è un romanzo del 2006 scritto da Muriel Barbery. Il libro è stato una delle sorprese editoriali del 2007 in Francia: ha infatti avuto ben 50 ristampe e ha venduto oltre 2 milioni di copie, occupando il primo posto nella classifica delle vendite per 10 mesi e vincendo numerosi premi letterari tra i quali il Premio Georges Brassens 2007, il Premio Rotary International e il Prix des Libraires assegnato dalle librerie francesi.
L'edizione italiana, inizialmente diffusasi principalmente grazie al passaparola dei lettori, ha raggiunto nel febbraio 2008 il primo posto nella classifica generale delle vendite editoriali.

## Trama

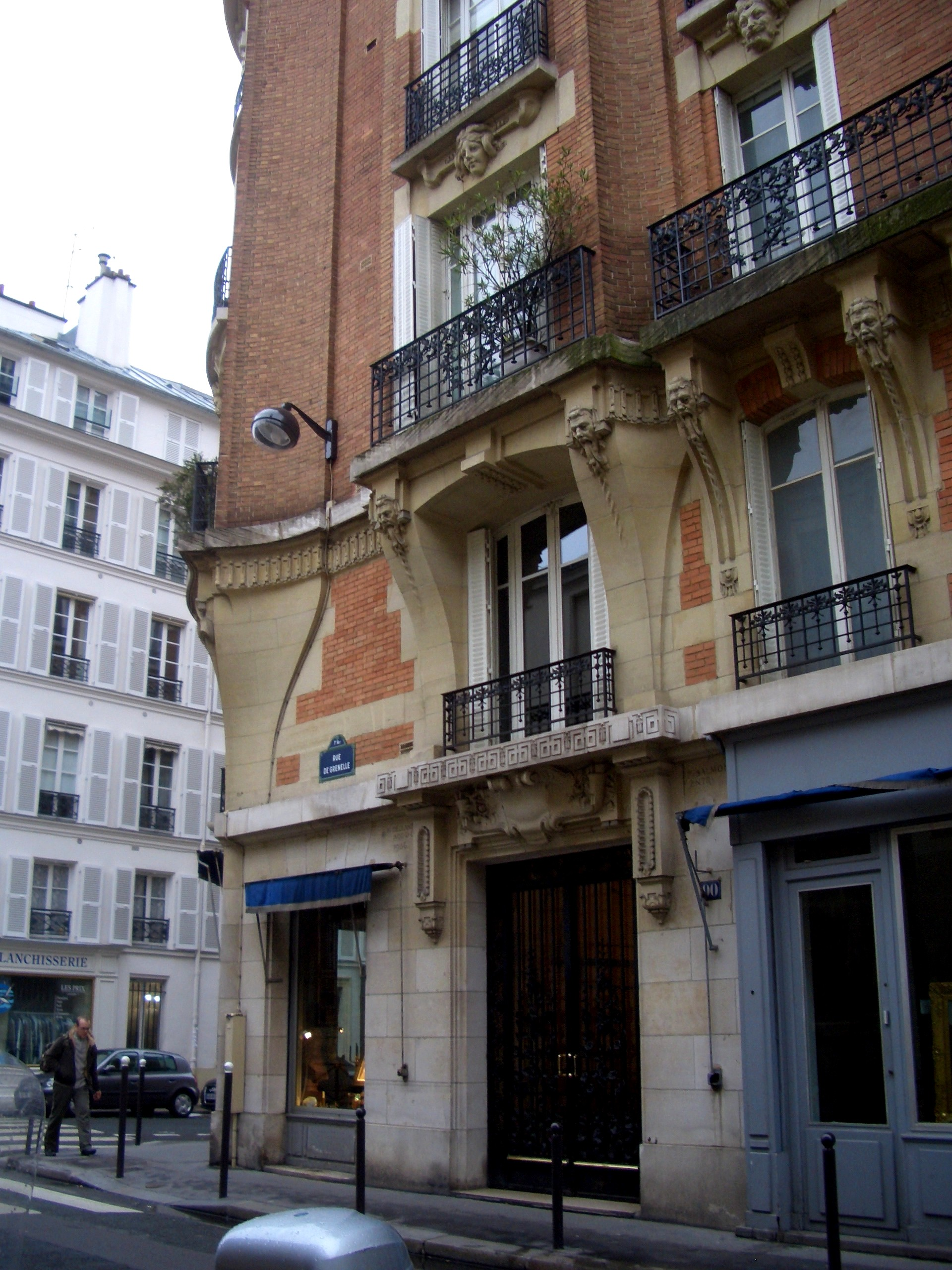
Un elegante palazzo di Rue de Grenelle.

Renée Michel sembra essere la comunissima portinaia del numero 7 di rue de Grenelle, un condominio parigino abitato da famiglie facoltose: è apparentemente sciatta, pigra, perennemente presa dalla cura del suo gatto (Lev, in onore di Tolstoj), dalla televisione e dalle sue piccole faccende private. In realtà, Reneé è una persona coltissima: si interessa di arte, di filosofia, di cinema, di musica classica e di cultura giapponese ma preferisce dissimulare la propria erudizione. È vedova, ma non affronta la sua solitudine con rancore o nostalgia, bensì esplorando ogni sfaccettatura della propria anima, ogni sfumatura dei propri sentimenti con grande distacco e grande perizia filosofica. Solo un segreto doloroso, celato sino alla fine, sfugge alle sue analisi.

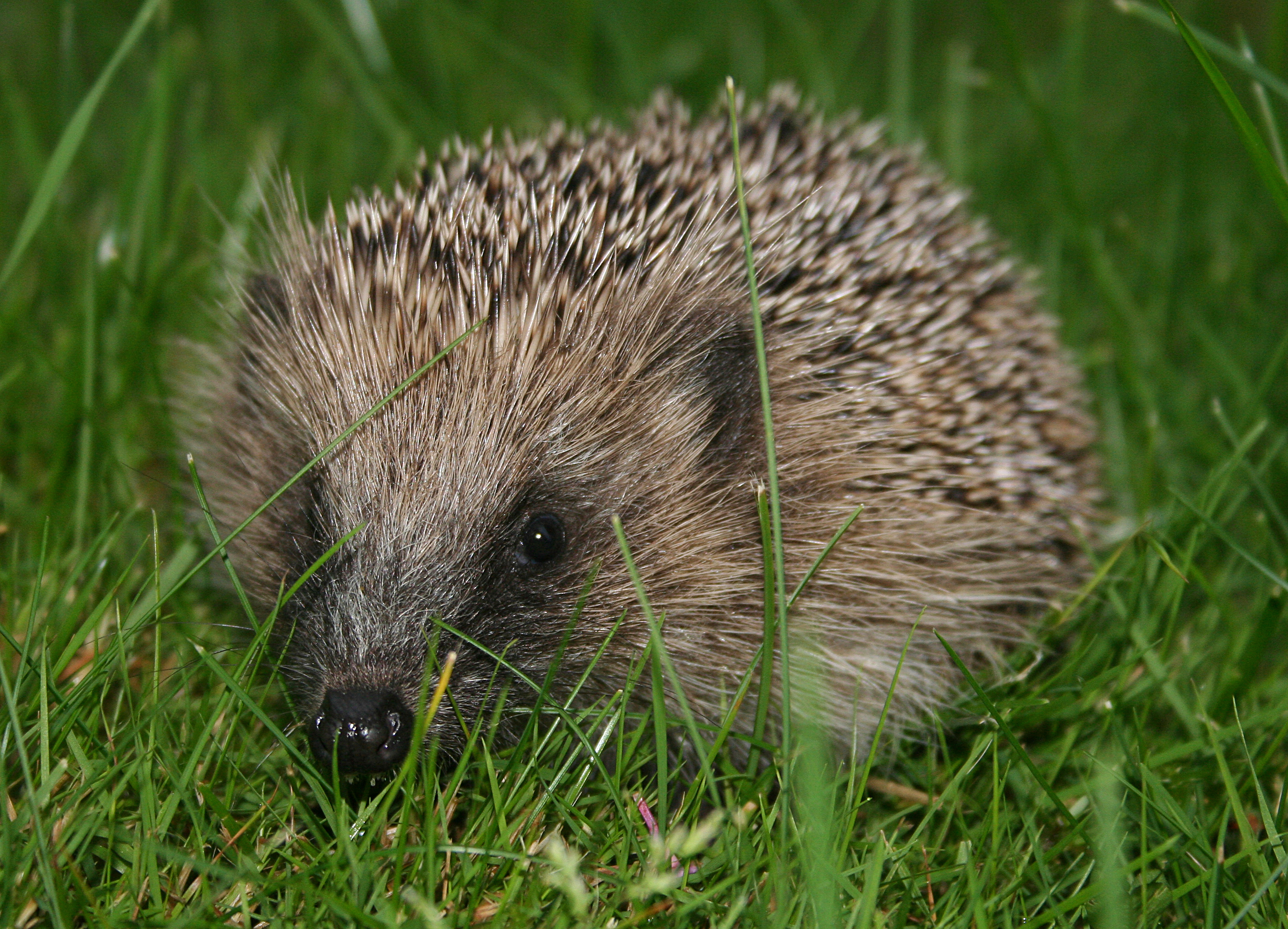
Paloma afferma che Renée ha l'eleganza di un riccio.

Ad animare le pagine della vicenda è il personaggio della dodicenne Paloma Josse, figlia di un Ministro della Repubblica. Paloma, piccola e minuziosa Giudice dell'Umanità, come la definisce l'autrice, è in perenne lotta con tutta la sua famiglia: con la madre, che cerca di non esternare in tutti i modi quello che davvero è, una donna fragile e debolissima, con il padre, che fa dell'aggressività e della cruda spontaneità, soprattutto in politica, il centro della propria vita, con la sorella Colombe che studia filosofia solo a fini speculativi e non per affrontare il mondo in maniera autentica. Paloma, eccezionalmente attenta e profonda nel comprendere questo mondo, di cui crede di capire tutta la bellezza e tutta la crudeltà, non riesce a sopportare la mediocrità della gente con cui vive, per questo ha pianificato di suicidarsi prendendo dei sonniferi, il giorno del suo compleanno e al contempo di dare fuoco al suo appartamento per fare capire alla famiglia ricca e superficiale quali siano i veri problemi della vita, come trovarsi senza casa.
Paloma e Renée si incontrano e si riconoscono come anime simili grazie all'arrivo di un terzo personaggio: Kakuro Ozu, un signore giapponese. Questi saprà aprire il cuore della portinaia, farne uscire tutti i sentimenti ed i segreti più oscuri, liberarla dal peso del suo incognito durato quindici anni e, insieme a lei, farà capire a Paloma qualcosa in più sulla vita, qualcosa che nemmeno l'intelletto della ragazza aveva saputo cogliere.

## Citazioni letterarie e artistiche
Nel libro – l'autrice è docente di filosofia – è possibile trovare diverse citazioni filosofico-letterarie: non mancano enunciazioni palesemente buddhiste e sono presenti alcuni richiami espliciti a Tolstoj (con principale riferimento al suo Anna Karenina), ma anche allusioni nietzscheiane, ad esempio la tematica del ressentiment.
Viene citato e descritto (nominando solo l'autore) un quadro di Pieter Claesz: Nature morte (1633).

## Ambientazione

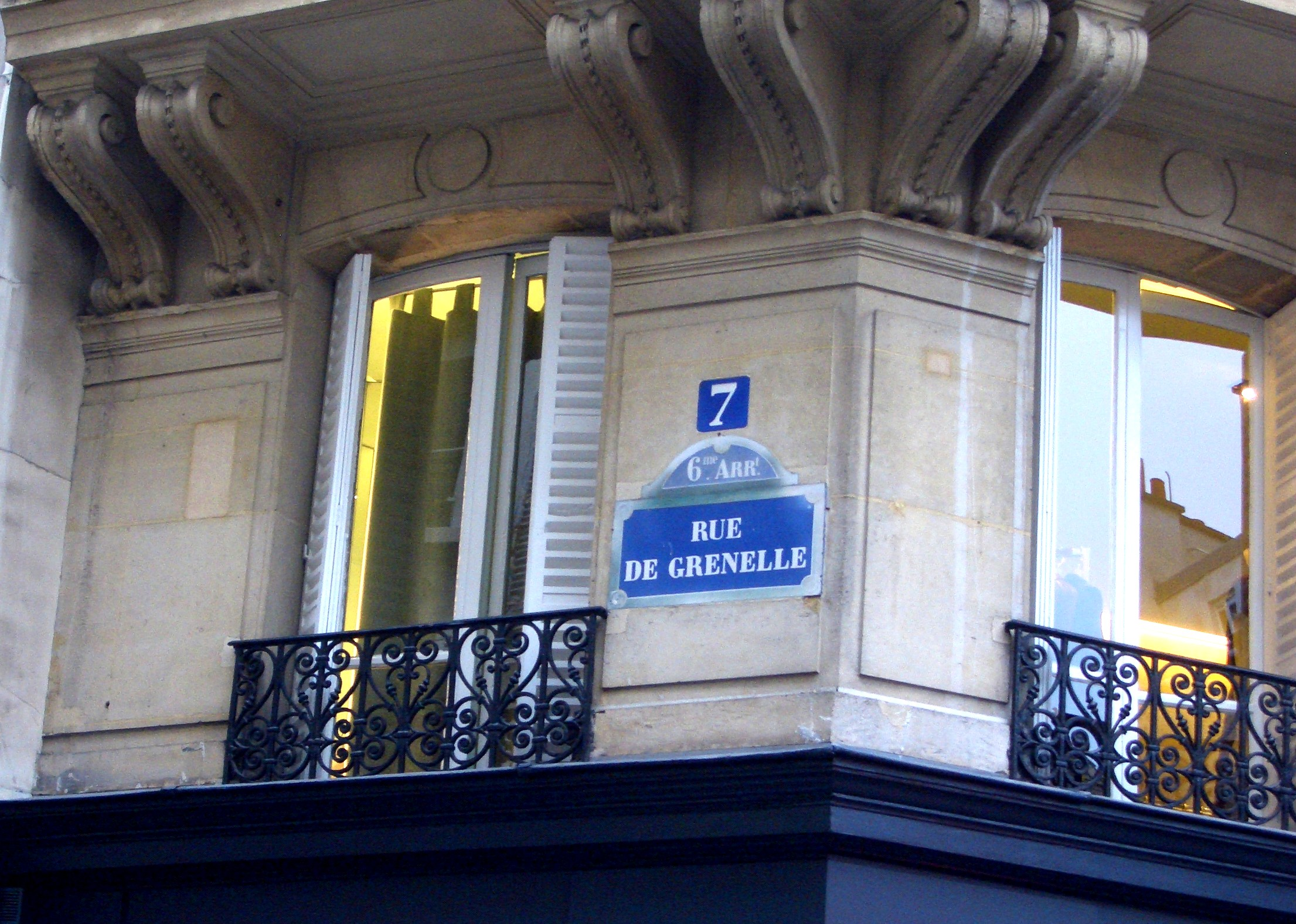
Il numero 7 di Rue de Grenelle.

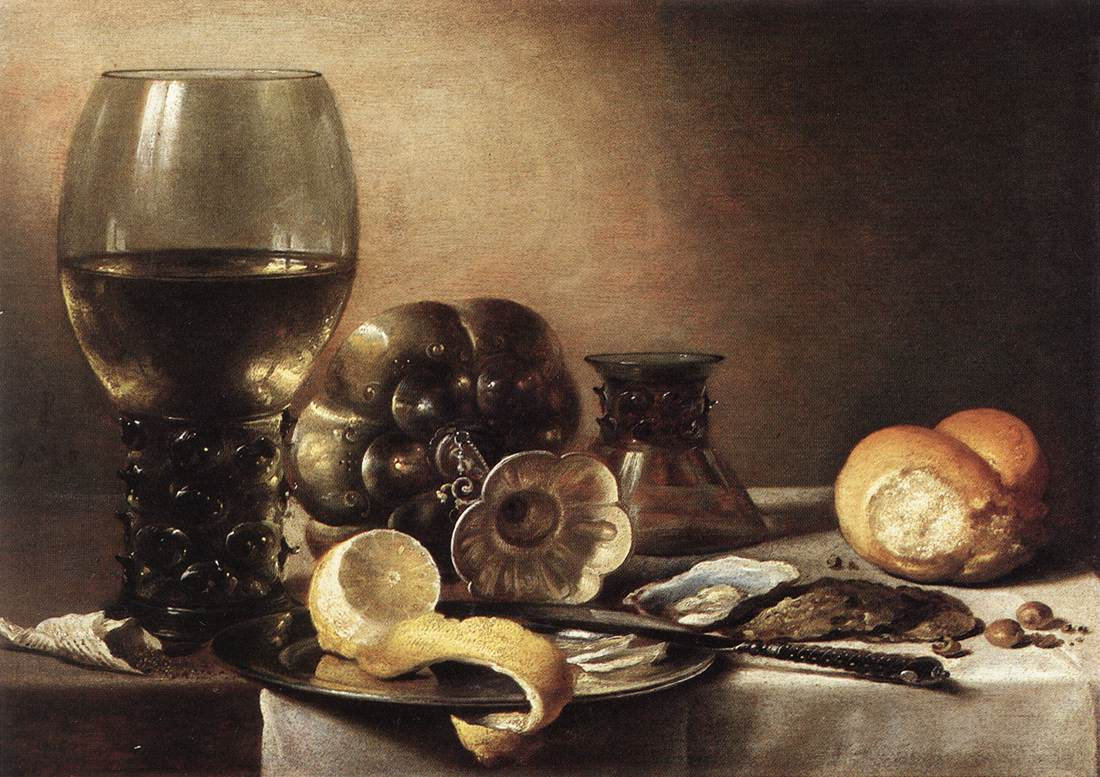
Pieter Claesz Nature morte (1633) Schloss Wilhelmshöhe. Il quadro, senza essere nominato, è dettagliatamente descritto (Pluie d'été - 9. D'or mat).

Il romanzo è ambientato in una elegante strada del centro parigino: Rue de Grenelle. Si tratta di una strada di larghezza modesta, lungo la quale si affacciano pochi negozi particolari ed esclusivi. Sulla via si susseguono palazzi d'abitazione molto lussuosi con ingressi spaziosi ed elegantemente rifiniti, alcuni in stile decò.
Il libro fa riferimento al numero civico 7 al quale tuttavia non corrisponde alcun portone poiché si tratta di un palazzo d'angolo sede di un negozio appartenente a una griffe molto nota. Evidentemente l'autrice ha voluto evitare di esporre una portineria realmente esistente e ha scelto un numero che non desse adito a problemi. Comunque percorrendo la via si notano molti portoni che corrispondono alla descrizione fatta nel romanzo.

## Trasposizione cinematografica
Nel 2008 è stato realizzato in Francia il film Il riccio (Le Hérisson), liberamente ispirato al testo di Muriel Barbery. Diretta da Mona Achache, la pellicola vede protagonista Josiane Balasko.

## Curiosità
Il libro viene citato all'interno di Ninfee nere di Michel Bussi (pag. 108):
"La portinaia del paese.
Un riccio senza l'eleganza."

## Edizioni
- Muriel Barbery, L'eleganza del riccio, traduzione di Emanuelle Caillat e Cinzia Poli, e/o, 2007,  p. 384, ISBN 88-7641-796-6.